# Polaris (schip, 2012)

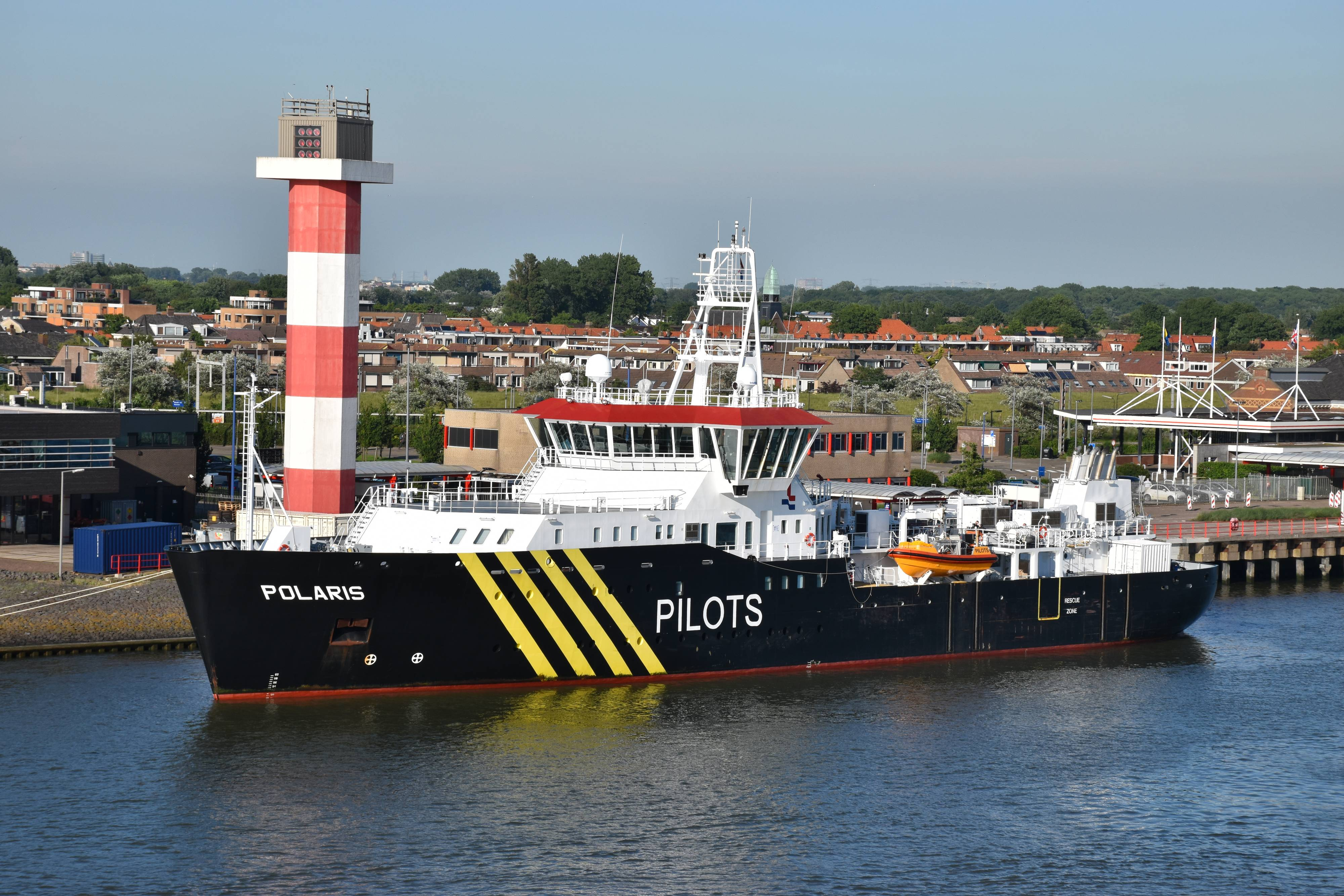
Loodsboot "Polaris" te Hoek van Holland (24 Juni 2016)

De Polaris is een van de drie nieuwe vaartuigen voor de Nederlandse loodsen. De nieuwe schepen vervingen drie loodsboten van de M-klasse die na 35 jaar van de sterkte zijn afgevoerd. De nieuwe boten dragen de namen van de sterren die gebruikt worden bij navigatie: Polaris (de poolster), Pollux en Procyon.

## Geschiedenis
Op 15 september 2010 tekenden de Nederlands Loodswezen B.V. en scheepswerf Barkmeijer Shipyards in Stroobos het contract voor de bouw van drie grote loodsvaartuigen. Het contract had een waarde van 81 miljoen euro. De nieuwe schepen vervangen de ruim 35 jaar oude loodsvaartuigen Mirfak, Menkar en Markab, ook wel aangeduid met de M-klasse. Het eerste schip, de Polaris, is in het najaar van 2012 in de vaart gekomen.
De nieuwe vaartuigen zijn zogeheten stationsvaartuigen of Pilot Station Vessels (PSV). De schepen liggen voor de Nederlandse kust op de redegebieden, voor het beloodsen van schepen van en naar de Rotterdamse havens, de Nederlandse zeehavens en de Vlaamse havens aan de Ooster- en Westerschelde. De loodsboten liggen permanent op zee en zijn essentieel voor het aan boord brengen en afhalen van de registerloodsen.

## Ontwerp
Het nieuwe schip is speciaal ontworpen voor het grillige golfpatroon van de Noordzee. Door een langere, scherpe en smalle rompvorm kan het loodsvaartuig tijdens zware weersomstandigheden langer op zee blijven. De loodsboot kan tot golfhoogten van vier meter en/of windkracht 8 à 9 buitengaats blijven. Doordat het schip onder deze omstandigheden op zee kan blijven wordt de opstartfase van het beloodsingsproces sterk verkort. Voorheen voer de oude loodsboot terug naar de haven en wachtte daar tot de storm geluwd was. Het beloodsen van de zeeschepen was met de M-klasse loodsboten mogelijk tot golfhoogten van ruim 2,8 meter, maar met de nieuwe PSV’s is het technisch mogelijk om tot gemiddelde golfhoogten van 3,5 meter te beloodsen. Het beloodsen of afhalen gebeurd met een van de drie jollen die de PSV's aan boord hebben. Dit zijn snelle kleine bootjes aan de zijkant van de PSV. Door middel van een speciaal kraansysteem worden de jollen naar het water gebracht en later weer opgehesen.
De loodsboot is 82,10 meter lang, ruim 20 meter langer dan de schepen van de M-klasse, en kan een maximale snelheid halen van 16,5 knopen, dat is circa 30,5 km/u. Eenmaal gestopt draait het schip dwars op de golven, zo kunnen kleinere loodsvaartuigen, de zogenaamde tenders of swath's, aan de lijzijde aanmeren. De hutten en de verblijven in het schip zijn zo centraal mogelijk geplaatst om het verblijf op zee voor de bemanning zo aangenaam mogelijk te maken. Aan boord is accommodatie voor achttien loodsen en ongeveer achttien opvarenden.
De schepen hebben een dieselelektrische aandrijving. Hierdoor wordt de uitstoot van uitlaatgassen aanzienlijk beperkt. Het merendeel van de tijd blijven de PSV's op een kruispost stilliggen en weinig energie verbruiken. In noodsituaties, bijvoorbeeld bij een kans op een aanvaring, moeten PSV's wel snel kunnen accelereren. Dit is van belang, aangezien de kruispost zich nabij drukke scheepvaartroutes bevindt.

## Zusterschepen
- De Pollux werd op 19 oktober 2012 te water gelaten en is het tweede PSV in de serie. Zij werd op 11 september 2013 gedoopt.
- Het derde schip, de Procyon werd op 5 juli 2013 te water gelaten.[4] Op 27 juni 2014 werd het schip in Harlingen overgedragen aan het Loodswezen. De Procyon werd op 12 september 2014 gedoopt. Zij heeft IJmuiden als thuishaven.

In de praktijk zijn steeds twee PSV’s op zee ( 1 op kruispost Steenbank en 1 op kruispost Maas Center ) en één boot is stand-by in de haven van Vlissingen.